# San Ġwann
San Ġwann,
 (in italiano storico anche San Giovanni a Malta; in inglese Saint John) è un comune di Malta e la settima città dell'arcipelago, con una popolazione di 12 523 abitanti a marzo 2014. Il territorio comunale era anticamente diviso tra Birchircara e San Giuliano.

## Storia

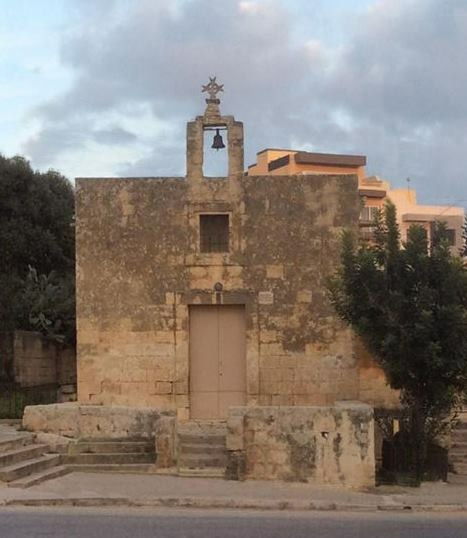
Tal-Gharghar Chapel

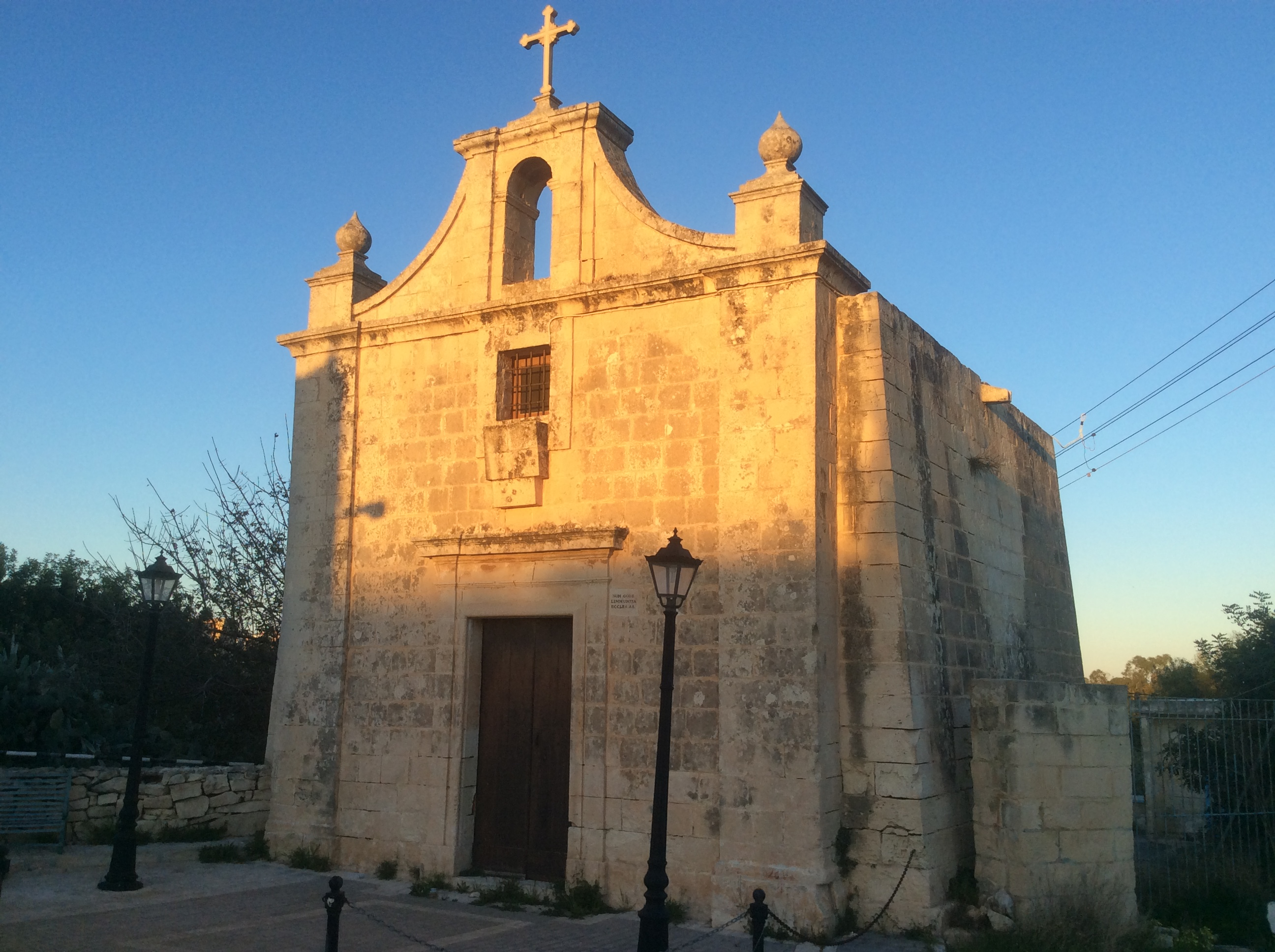
St Philip and St James Chapel

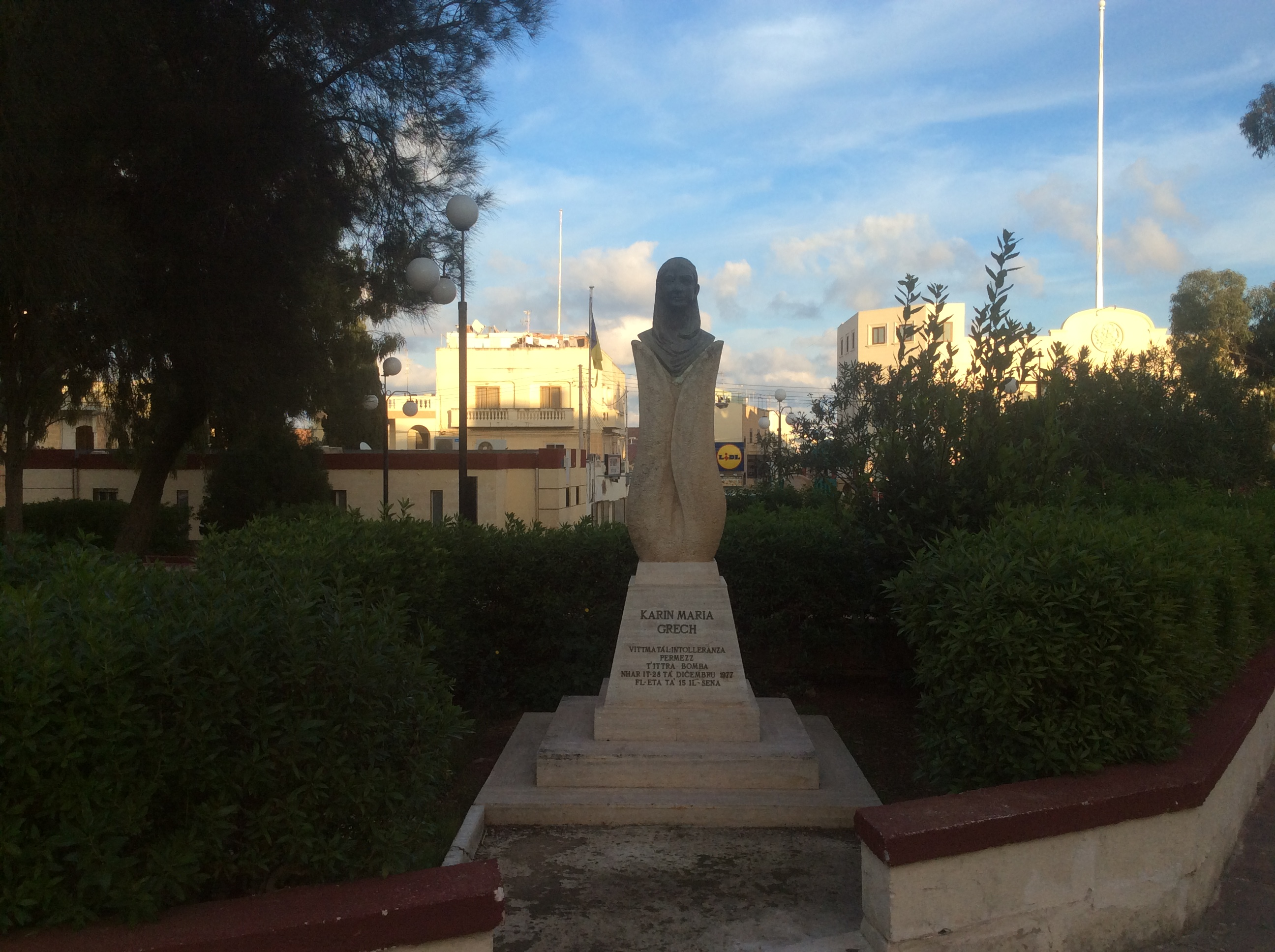
Karin Grech Garden

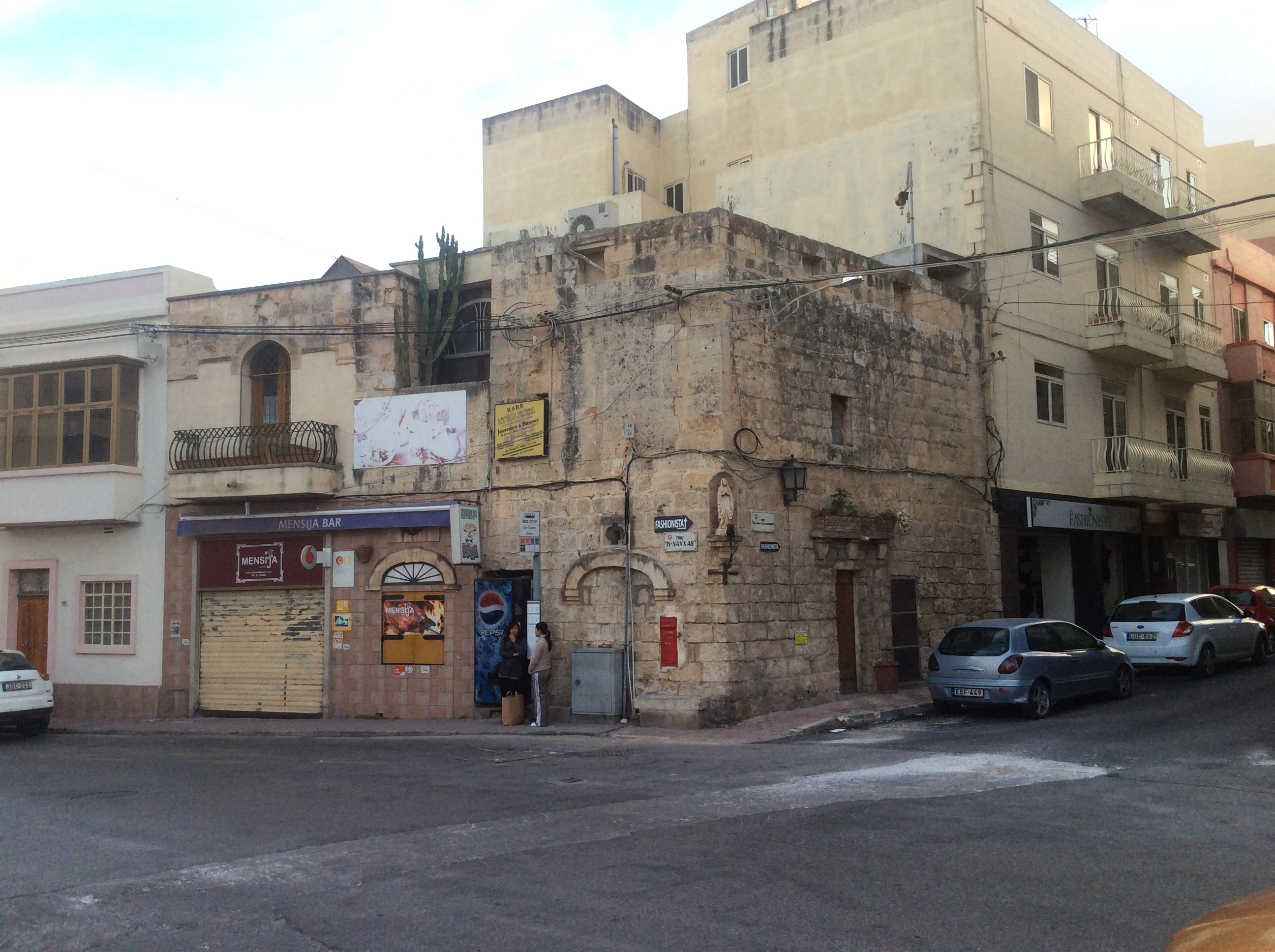

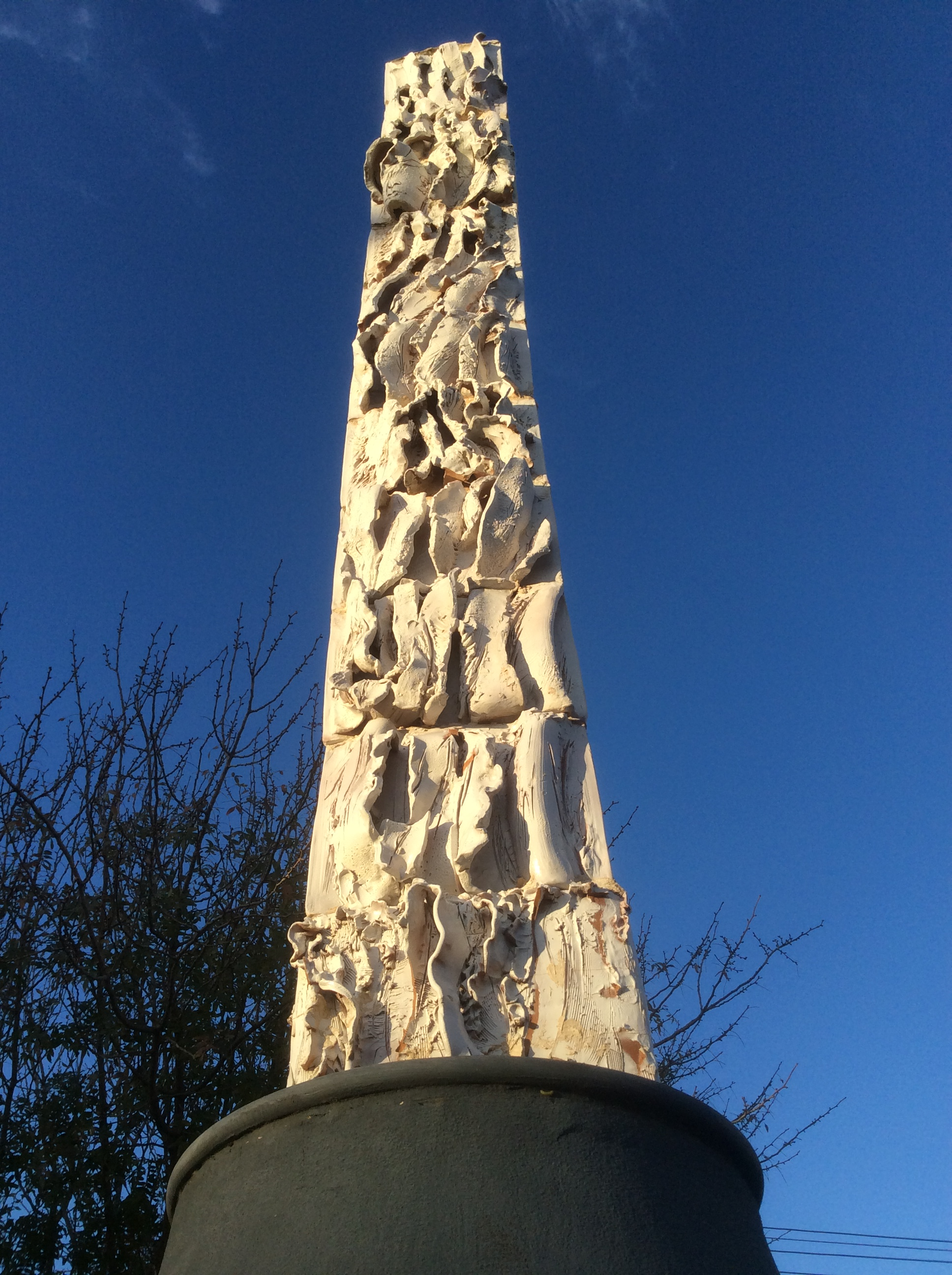
Kolonna eterna

San Ġwann ha una storia antica interconnessa con la storia nazionale maltese. Per secoli, questa località affacciata su Porto Marsamxett era nota come Msieraħ e anche come Tal-Għargħar.
Nell'era neolitica la gente sicuramente viveva su questa imponente collina fra le valli di Wied Għomor e di Wied Għollieqa, come si può vedere dalle famose 'carrovie' intagliate nella pietra. Questa gente potrebbe aver vissuto nelle caverne simili a quelle che si trovano vicino al Santuario di Tal-Mensija. Dei templi megalitici furono costruiti nelle vicinanze nel XV secolo a.C.
La parrocchia di San Ġwann è dedicata alla Madonna di Lourdes.

## Monumenti e luoghi d'interesse
- Tal-Mensija Cart Tracks - San Ġwann Cart Ruts - carrovie preistoriche
- Ta' Ċieda Tower - torre punico-romana
- Ta' Xindi Farmhouse - ex sede del San Ġwann Batallion
- Castello Lanzun - fattoria fortificata, oggi sede dell'Order of St. Lazarus
- Cappella di santa Margherita - Tal-Imsierah
- Cappella Tal-Gharghar
- Mensija Chapel - cappella dell'Annunciazione, già di San Leonardo[6]
- St Philip and St James Chapel
- Our Lady of Lourdes Parish Church
- Ambasciata della Federazione Russa a Malta
- Karin Grech Garden - parco centrale
- Kolonna Eterna - di Paul Vella Critien

## Associazioni locali
- San Ġwann Altar Boys
- San Ġwann Band (Għaqda Mużikali Banda San Ġwann)
- San Ġwann Scout Group
- San Ġwann F.C.
- Our Lady of Lourdes Choir (Kor tal-Parroċċa)
- San Ġwann Knights AFC (calcio amatoriale)
- Wirt Ġwann (Heritage NGO)

## Zone di San Ġwann
- Fuq Wied Għomor
- Kappara
- Mensija
- Misraħ Lewża
- Monte Rosa Gardens
- San Ġwann Industrial Estate
- Ta' Raddiena
- Ta' Tuta
- Tal-Balal
- Tal-Mejda
- Tat-Tuffieh
- Taż-Żwejt
- The Village
- Wied l-Għomor
- Wied Għollieqa

### Strade principali
- Triq Bella Vista (Bella Vista Road)
- Triq Birkirkara (Birkirkara Road)
- Triq tal-Mensija (Mensija Road)
- Triq in-Naxxar (Naxxar Road)
- Triq is-Santwarju (Sanctuary Street)
- Triq is-Sebuqa
- Triq Pawlu Galea (Paul Galea Street)
- Triq Tal-Balal (Tal-Balal Road)
- Triq Tas-Sliema (Kappara Hill)
- Triq Ta' Żwejt (Ta' Zwejt Road)
- Vjal ir-Riħan (Rihan Avenue)
- Vjal in-Naspli (Medlar Avenue)